# Manchester United Football Club 1969-1970
Questa voce raccoglie le informazioni riguardanti il Manchester United Football Club nelle competizioni ufficiali della stagione 1969-1970.

## Stagione
Nella prima stagione senza Matt Busby alla guida tecnica, i Red Devils disputarono un campionato di media classifica e giunsero alle semifinali di entrambe le coppe nazionali. In FA Cup, il Manchester United giunse sino alle semifinali contro il Leeds Utd, venendo eliminato dopo aver disputato due ripetizioni dell'incontro; secondo il formato allora vigente, la squadra ebbe accesso alla finale per il terzo posto, che venne vinta grazie a un 2-0 contro il Watford. Nella coppa di Lega i Red Devils incontrarono in semfinale i concittadini del Manchester City, che riuscirono a prevalere grazie alla vittoria ottenuta nel match casalingo dell'andata.

## Maglie
Vennero confermate le divise in uso dal 1963.
| Casa | Trasferta | Terza divisa |  |

## Rosa
| N. |                             | Ruolo | Calciatore    |
| -- | --------------------------- | ----- | ------------- |
|    | Inghilterra (bandiera)      | P     | Jimmy Rimmer  |
|    | Inghilterra (bandiera)      | P     | Alex Stepney  |
|    | Irlanda (bandiera)          | D     | Shay Brennan  |
|    | Scozia (bandiera)           | D     | Francis Burns |
|    | Irlanda (bandiera)          | D     | Tony Dunne    |
|    | Inghilterra (bandiera)      | D     | Paul Edwards  |
|    | Inghilterra (bandiera)      | D     | Bill Foulkes  |
|    | Inghilterra (bandiera)      | D     | Steven James  |
|    | Inghilterra (bandiera)      | D     | David Sadler  |
|    | Scozia (bandiera)           | D     | Ian Ure       |
|    | Inghilterra (bandiera)      | C     | John Aston    |
|    | Irlanda del Nord (bandiera) | C     | George Best   |

| N. |                        | Ruolo | Calciatore       |
| -- | ---------------------- | ----- | ---------------- |
|    | Inghilterra (bandiera) | C     | Bobby Charlton   |
|    | Scozia (bandiera)      | C     | Pat Crerand      |
|    | Scozia (bandiera)      | C     | John Fitzpatrick |
|    | Scozia (bandiera)      | C     | Willie Morgan    |
|    | Scozia (bandiera)      | C     | Jimmy Ryan       |
|    | Italia (bandiera)      | C     | Carlo Sartori    |
|    | Inghilterra (bandiera) | C     | Nobby Stiles     |
|    | Irlanda (bandiera)     | A     | Don Givens       |
|    | Inghilterra (bandiera) | A     | Alan Gowling     |
|    | Inghilterra (bandiera) | A     | Brian Kidd       |
|    | Scozia (bandiera)      | A     | Denis Law        |